# Natalja Moltsjanova

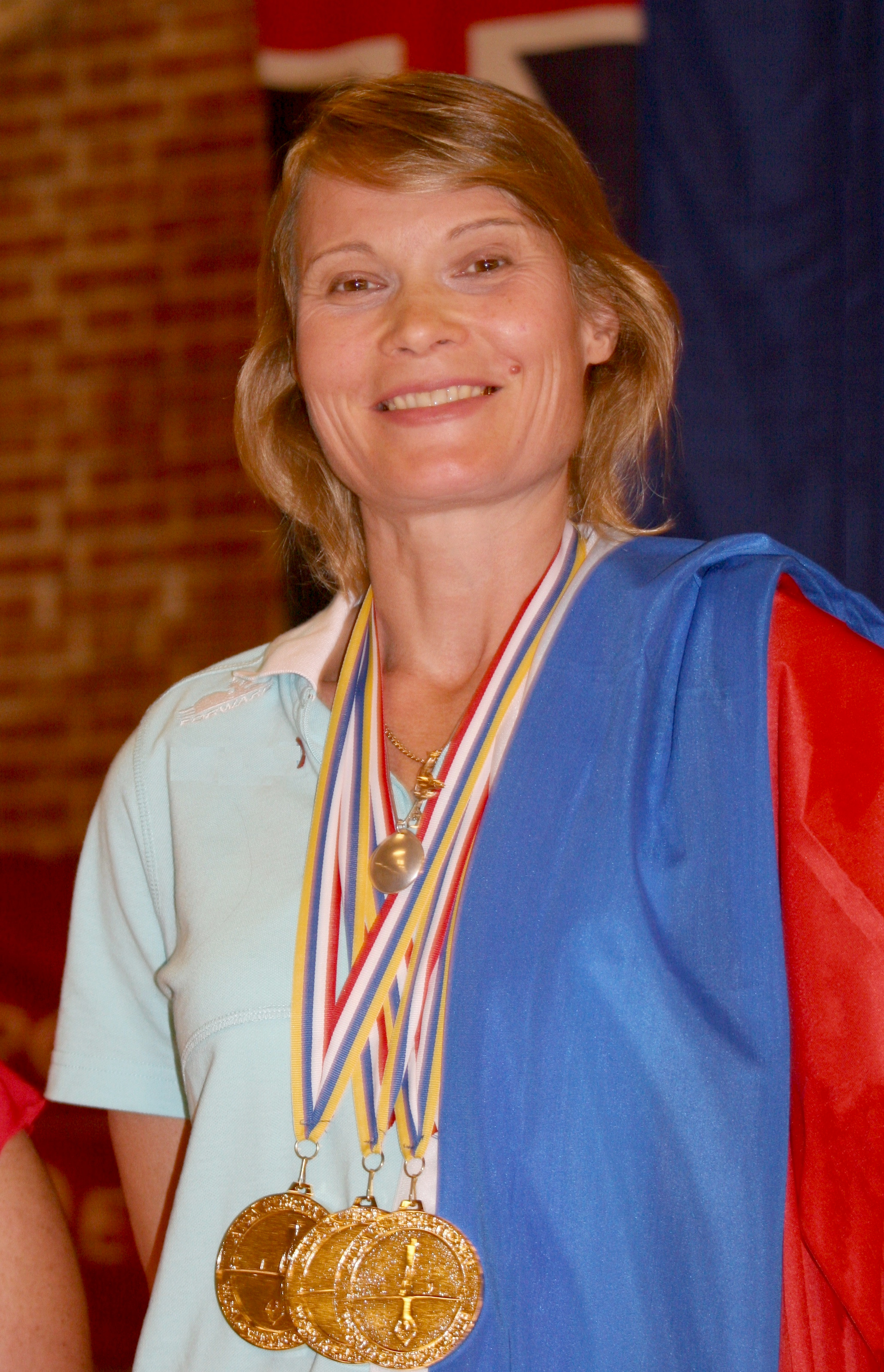
Natalja Moltsjanova (2009)

Natalja Moltsjanova (Russisch:Наталья Вадимовна Молчанова) (Oefa, 8 mei 1962 – Formentera, 2 augustus 2015) was een Russisch vrijduikster.

## Biografie
Moltsjanova was de succesvolste vrijduikster aller tijden. Ze had op het tijdstip van haar overlijden 41 wereldrecords in handen, zoals het record adem inhouden static apnea, dat sinds 28 juni 2013 staat op 9 minuten en 2 seconden. Op wereldkampioenschappen vrijduiken heeft ze 20 individuele gouden medailles gewonnen. Ze was de eerste vrouw die dieper dook dan 100 meter in de categorie Constant Weight. Op 2 augustus 2015 werd ze vermist na een duik in Formentera. Na 3 dagen stopte de zoektocht naar haar lichaam. Er wordt verondersteld dat ze is overleden. 
Haar zoon, Aleksej Moltsjanov, is ook een succesvol vrijduiker. 